# Metrioidea brunneus
Metrioidea brunneus es una especie de insecto coleóptero de la familia Chrysomelidae.
Fue descrita científicamente en 1873 por Crotch.